# Deep Fear
Deep Fear (ディープフィアー?, Dīpu Fiā) è un videogioco di genere survival horror pubblicato nel 1998 da SEGA per Sega Saturn. La colonna sonora del gioco è curata da Kenji Kawai.
Considerato la risposta della SEGA alla serie Resident Evil, il videogioco è stato criticato per essere troppo simile a Resident Evil e Resident Evil 2.